# Grant (nome)
Grant  è un nome proprio di persona inglese e scozzese maschile..

## Origine e diffusione
Riprende il cognome inglese e scozzese Grant, portato da un clan scozzese delle Highlands e derivante dal normanno grand ("grande", "ampio"); un cognome omonimo, non legato alla Scozia, deriva invece dall'antico nome Grante o Grente, probabile riconducibile all'inglese antico gránian ("mormorare", "lamentarsi", "gemere") o grennian ("digrignare i denti"). In parte, il nome può anche essere nato come soprannome, per indicare una persona di grande statura.
L'uso di Grant come nome è attestato a partire dal XVI secolo; negli Stati Uniti, è spesso stato dato in onore di Ulysses Grant, generale delle forze unioniste durante la guerra di secessione e poi Presidente degli Stati Uniti.

## Onomastico
Il nome è adespota, cioè non è portato da alcun santo. L'onomastico quindi si festeggia il giorno di Ognissanti, che è il 1º novembre.

## Persone

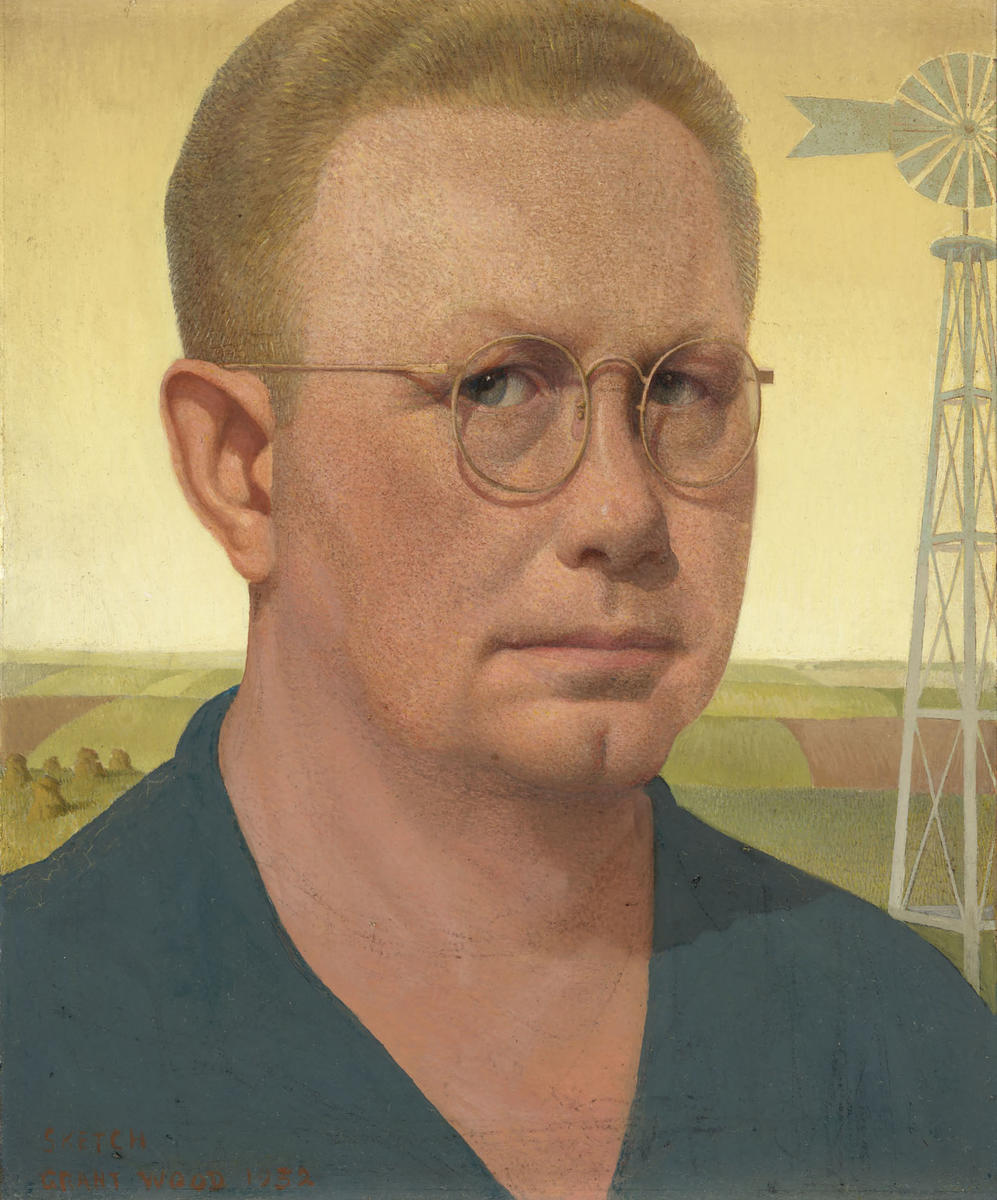
Grant Wood

- Grant Gustin, attore, cantante e ballerino statunitense
- Grant Hart, cantante, batterista e polistrumentista statunitense
- Grant Heslov, attore, regista, sceneggiatore e produttore cinematografico statunitense
- Grant Hill, cestista statunitense
- Grant Morrison, fumettista scozzese
- Grant Show, attore statunitense
- Grant Wood, pittore statunitense